# Biziat
Biziat település Franciaországban, Ain megyében. Lakosainak száma 897 fő (2022. január 1.). Biziat Laiz, Perrex, Saint-André-d’Huiriat, Saint-Jean-sur-Veyle, Saint-Julien-sur-Veyle és Vonnas községekkel határos.

## Népesség
A település népességének változása:
| Lakosok száma | 518  | 561  | 641  | 749  | 807  | 838  | 876  | 884  | 912  | 897  |
|               | 1968 | 1982 | 1999 | 2006 | 2011 | 2015 | 2017 | 2018 | 2020 | 2022 |